# Fungiidae
Fungiidae é uma família de cnidários antozoários da subordem Fungiina, ordem Scleractinia.

## Géneros
- Cantharellus Höksema & Best, 1984
- Ctenactis Agassiz in Verrill, 1864
- Cycloseris Milne-Edwards & Haime, 1849
- Diaseris Milne-Edwards & Haime, 1849
- Fungia Lamarck, 1801
- Halomitra Dana, 1846
- Heliofungia Wells, 1966
- Herpetoglossa Wells, 1966
- Herpolitha Eschscholtz, 1825
- Lithophyllon Rehberg, 1892
- Parahalomitra Wells, 1937
- Podabacia Milne-Edwards & Haime, 1849
- Polyphyllia Quoy & Gaimard in Blainville, 1830
- Sandalolitha Quelch, 1884
- Zoopilus Dana, 1846